# GB 12052
GB 12052-89，全称是《信息交换用朝鲜文字编码字符集》(Korean character coded character set for information interchange)，该字符集适用于朝鲜文字信息处理、朝鲜文字通信等系统之间的信息交换。此标准是中国为了适应朝鲜文字的信息处理而制订的信息交换字符集。采用和GB 2312一样的编码框架，即双字节的编码方式，在94×94的矩阵中编入相应的字符，收录了5297个朝鲜文字。

## 编码安排
GB 12052-89编码空间分为94个区，其中：
- 01区-09区，收录与GB 2312一样的图形字符，包括一般符号、数字、拉丁字母、假名等等。
- 16区-37区，朝鲜文字第一级第一部分，2068个字符。
- 38区-52区，朝鲜文字第一级第二部分，1356个字符。
- 53区-72区，朝鲜文字第二级，1873个字符，其中在71区89~94和72区01~88的码位上收录了94个吏读汉字。

## 其它
对于朝鲜文的信息处理，中国、朝鲜、韩国都各自制订自己的字符集，如中国的GB 12052-89，朝鲜的KPS 9566，韩国的KS X 1001（即KS C 5601），相比而言韩国的KS X 1001应用最为广泛。现在由于Unicode的出现，朝鲜文有了统一的Unicode编码，这样对于朝鲜文的信息交换也会更方便。

## 参見
- 国家标准代码
- GB 2312
- KS X 1001